# Drahonice (Lubenec)
Drahonice je malá vesnice, část obce Lubenec v okrese Louny. Nachází se asi 2,5 km na severovýchod od Lubence. Prochází zde silnice II/226. V roce 2011 zde trvale žilo 182 obyvatel.
Drahonice leží v katastrálním území Drahonice u Lubence o rozloze 5,44 km². V katastrálním území Drahonice u Lubence leží i Řepany.

## Název
Název vesnice je odvozen z osobního jména Drahoň ve významu ves lidí Drahoňových. V historických pramenech se objevuje ve tvarech: de Druhowicz (1360), de Drhonicz (1399), z Druhonic (1416), de Drhonicz (1446), na Drahenice (1492), w Drahoniczych (1561), Drahonicze (1575) a Drahenz (1785).

## Historie
První písemná zmínka o vesnici je z roku 1360, kdy patřila Purkartu Vnoučkovi z Drahonic. Roku 1399 byla rozdělena mezi tři zemanské rody, k jejichž potomkům patřili Jan Křížek a Jíra z Drahonic. Oba se během poděbradských válek dostali do saského zajetí ve Cvikově, ze kterého byli vykoupeni roku 1454. V letech 1509–1549 zde sídlil Václav Valecký z Doupova. První zmínka o tvrzi pochází až z roku 1571, kdy ji Václavův potomek Jindřich z Doupova starší prodal Vilému Šlikovi. Jeho manželkou byla Dorota Novohradská z Kolovrat, která se po Vilémově smrti znovu provdala, a panství tak získali Údrčtí z Údrče. V roce 1608 Drahonice koupil Kryštof Hasištejnský z Lobkovic a od něj o rok později bratři Jan Jindřich, Simeon Karel, Adam Ferdinand a Bohuslav Felix Údrčtí z Údrče. Statek později získal Jan Jindřich, ale za účast na stavovském povstání mu bylo zabaven, a roku 1627 panství koupil Jan Ludvík Neslinger ze Schelchengrabenu. Podle popisu k převážně dřevěné tvrzi patřila celá vesnice s pivovarem, dvorem a dalším příslušenstvím. Neslingerorým potomkům Drahonice patřili po celé sedmnácté století, ale samotná tvrz beze zbytku zanikla.
Od první poloviny 17. století ve vesnici existovala nepočetná židovská komunita.

## Obyvatelstvo
Při sčítání lidu v roce 1921 zde žilo 178 obyvatel (z toho 86 mužů), z nichž bylo šedesát Čechoslováků a 118 Němců. Kromě jednoho člena církve československé a jednoho člověka bez vyznání byli římskými katolíky. Podle sčítání lidu z roku 1930 měla vesnice 191 obyvatel: 64 Čechoslováků a 127 Němců. Až na čtyři evangelíky a pět lidí bez vyznání se hlásili k římskokatolické církvi.
|           | 1869 | 1880 | 1890 | 1900 | 1910 | 1921 | 1930 | 1950 | 1961 | 1970 | 1980 | 1991 | 2001 | 2011 |
| --------- | ---- | ---- | ---- | ---- | ---- | ---- | ---- | ---- | ---- | ---- | ---- | ---- | ---- | ---- |
| Obyvatelé | 209  | 209  | 170  | 181  | 199  | 178  | 191  | 103  | 105  | 116  | 82   | 67   | 77   | 182  |
| Domy      | 27   | 27   | 27   | 27   | 28   | 26   | 36   | 31   | 20   | 20   | 17   | 19   | 21   | 17   |

## Zařízení pro zajištění cizinců
V říjnu 2015 zde bylo kvůli výrazně zvýšeným počtům imigrantů, projíždějících přes Česko v souvislosti s Evropskou imigrační krizí, otevřeno detenční zařízení pro zajištění cizinců nelegálně pobývajících na území ČR s počáteční kapacitou 240 osob.

## Památky
- Židovský hřbitov v Drahonicích – hřbitov pocházející údajně až z 16. století, poprvé doložený v roce 1724[8]

## Galerie

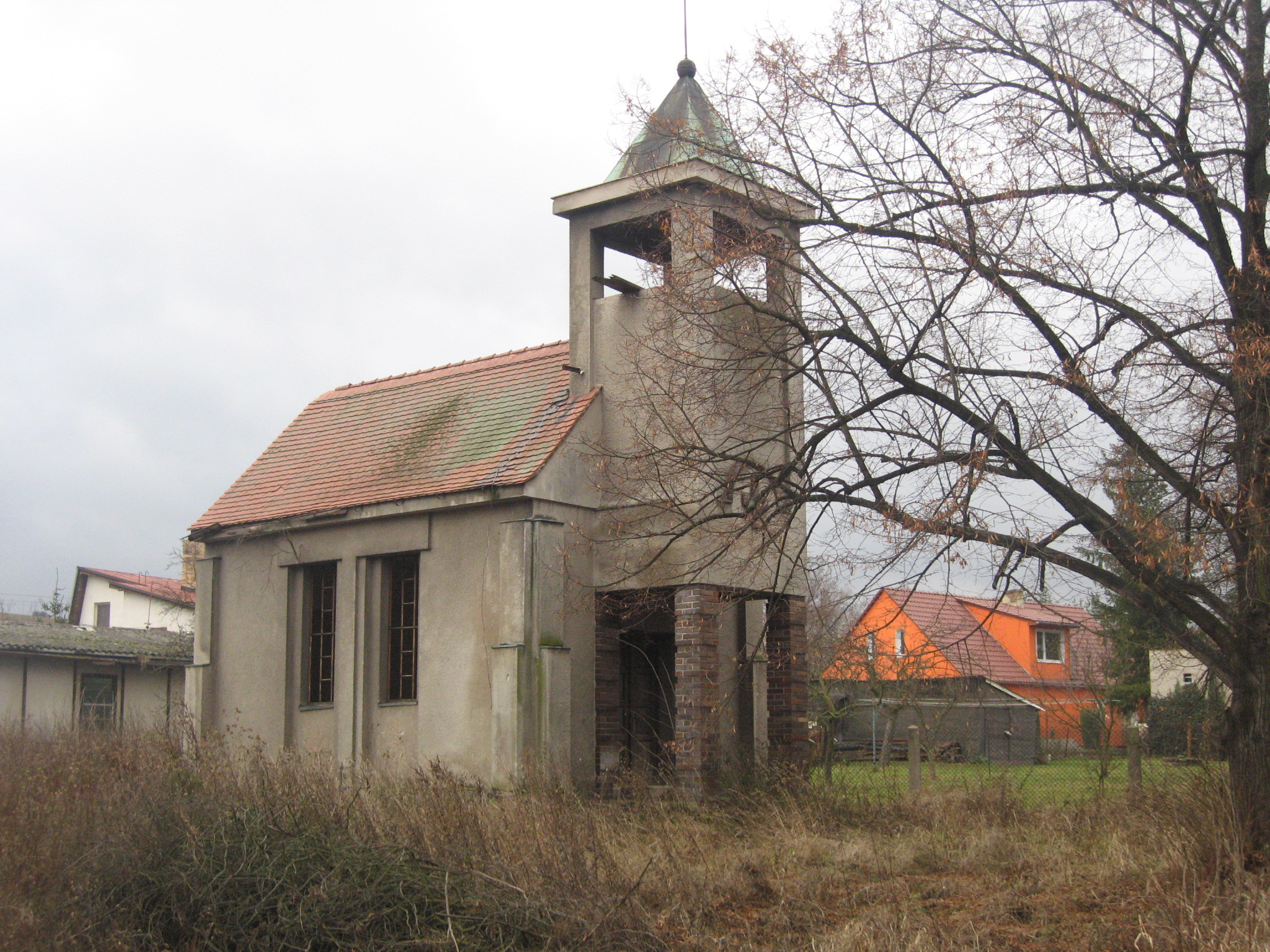
Kaple na návsi
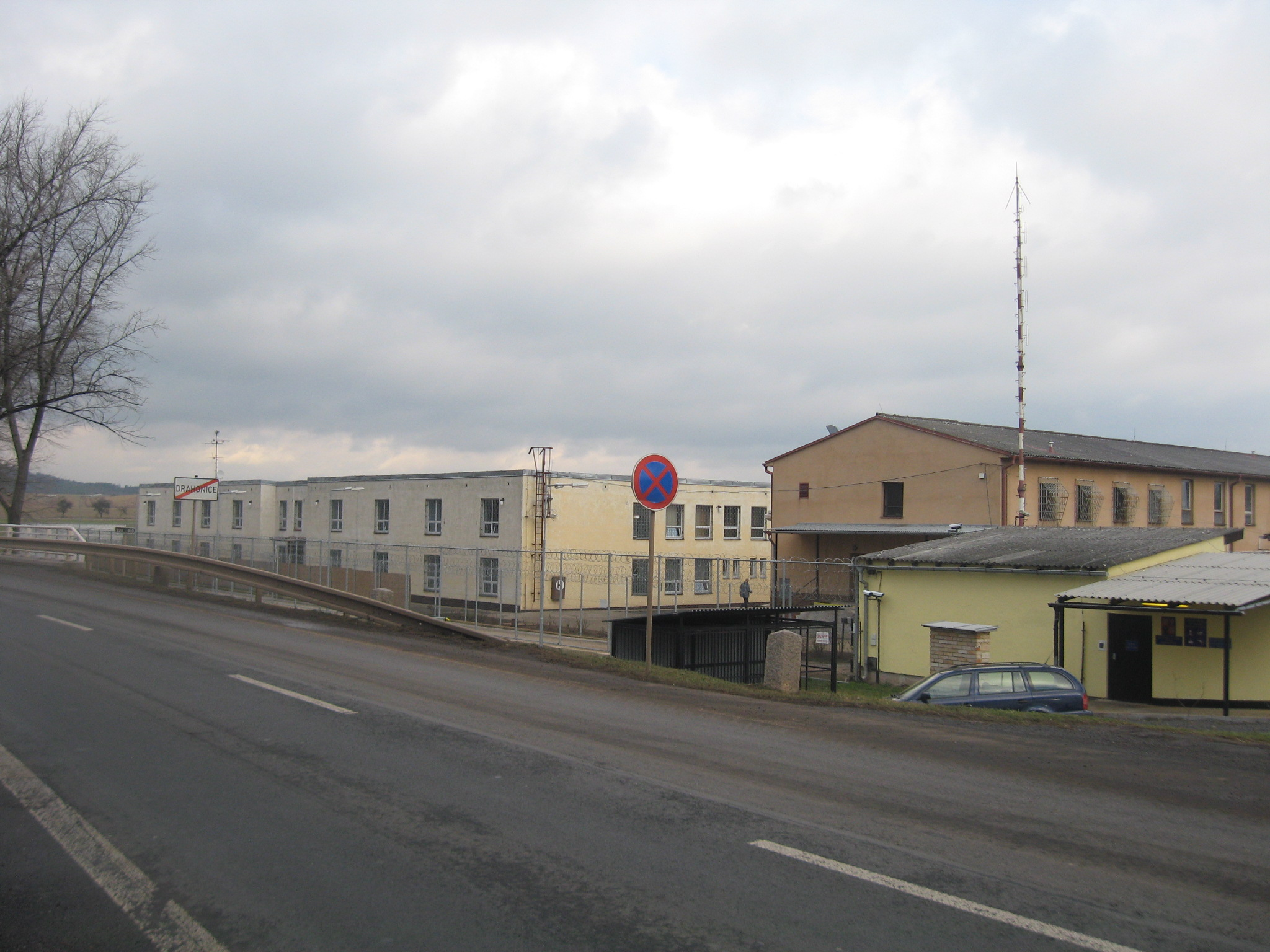
Bývalý nápravně-výchovný ústav
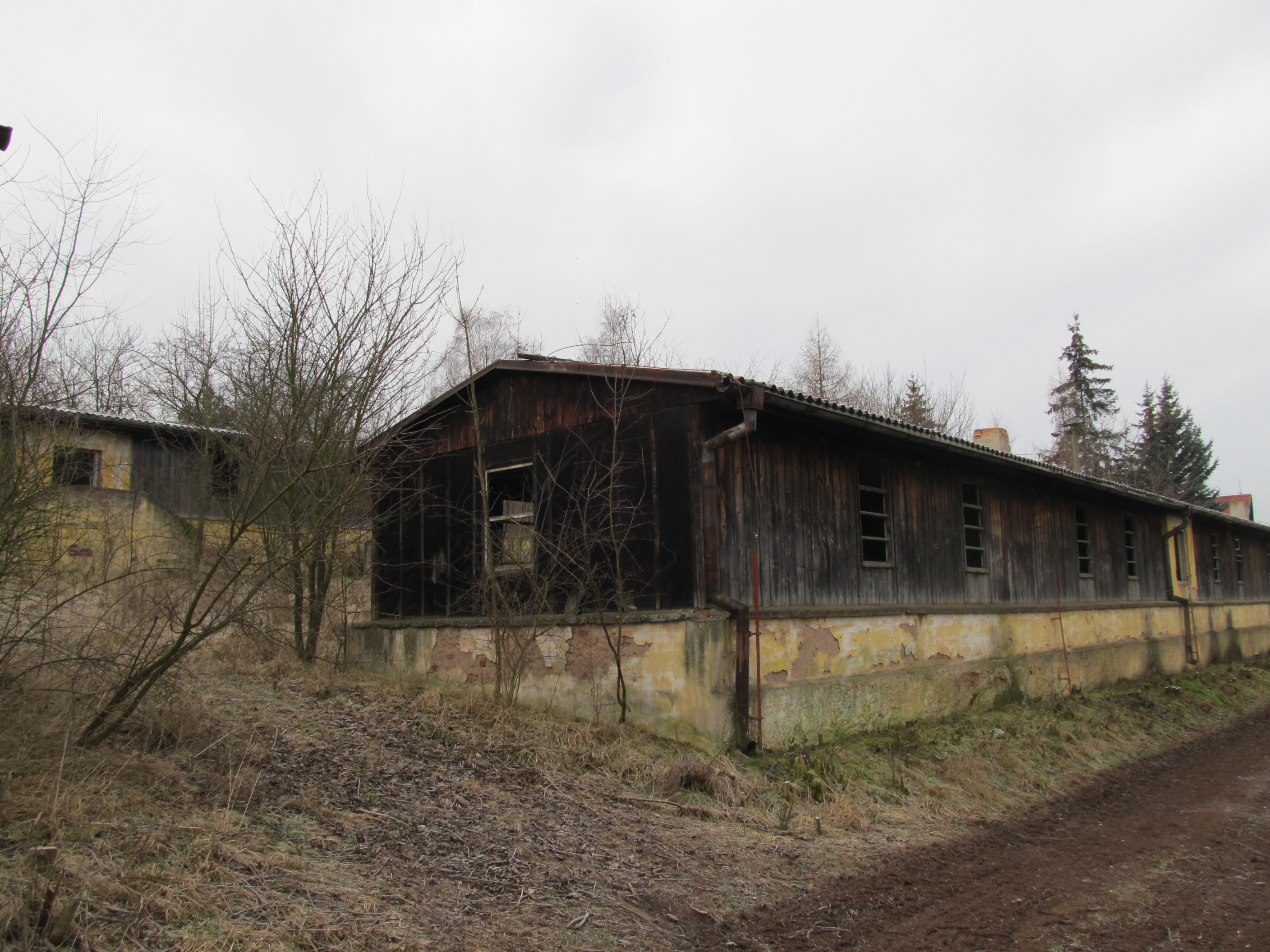
Bývalé ubytovny pro česáče chmele